# Holger Teschke
Holger Teschke (* 13. Juli 1958 in Bergen auf Rügen) ist ein deutscher Autor. Er schreibt Lyrik, Dramatik, Hörspiele und Prosa. Teschke lebt als freischaffender Autor in Berlin und Sassnitz auf Rügen.

## Leben
Holger Teschke wurde 1958 in Bergen auf Rügen geboren und wuchs in Sassnitz auf. Nach seiner Schulzeit und Lehre fuhr Teschke bis 1980 zur See und studierte dann Schauspielregie in Berlin. Er arbeitete als Dramaturg und Autor am Berliner Ensemble, war Artist in Residence und Gastregisseur in Nordamerika, Australien und Südostasien und unterrichtete als Gastprofessor für Regie und Theatergeschichte an der NYU, Cornell University, Notre Dame University und von 2001 bis 2010 am Mount Holyoke College in Massachusetts.
Seit 2006 arbeitet er als Regisseur und Autor mit der Seebühne Hiddensee zusammen, wo er u. a. "Robinson Crusoe", "Ein Bericht für eine Akademie", "Der Sturm", "Faust" und "Moby Dick" inszenierte.
Seit 2010 unterrichtet er an der Hochschule für Schauspielkunst Ernst Busch in Berlin Theatergeschichte und Dramaturgie. Holger Teschke schreibt Theaterstücke, Hörspiele, Essays und Gedichte und für Theater der Zeit, mare, Berliner Zeitung, Lesart und den Deutschlandfunk Kultur.

## Werke (Auswahl)
- Bäume am Hochufer. Gedichte. Berlin; Weimar: Aufbau-Verlag, 1988
- Jasmunder Felder, Windschlucht New York. Gedichte. Berlin; Weimar: Aufbau-Verl., 1999. ISBN 3-351-01892-4
- Timon von Athen (nach Shakespeare). Übersetzung & Bühnenfassung, UA Darmstadt 2005
- Der Sturm (nach Shakespeare). Kinderhörspiel, DLR Berlin 1989
- Der Schatzhüter im Burgwall. Kinderhörspiel DLR Berlin 1990
- Effi Briest (nach Fontane). Bühnenfassung, UA 2001 Staatstheater Cottbus
- Jungfrau Maleen. Kinderhörspiel. Regie: Barbara Plensat. Prod.: DLR Berlin, 2003.
- Georg Forster, Weltumsegler. Zum 250. Geburtstag des Revolutionärs, Tagebuchautors und Naturforschers. Radio-Feature. Prod.: DLR Berlin, 2004.
- Andersen in Berlin, Hörspiel zur Weihnachtszeit, Deutschlandradio 23. Dezember 2008 – Sprecher: Martin Seifert
- Rügen. Jahreszeiten einer Insel. Berlin: Kiepenheuer, 2005. ISBN 3-378-01074-6
- Deutschland ist grässlich, das Geld ist knapp. Becketts Winterreise durch Hitlers Reich. Feature. Prod.: MDR, 2006.
- Robinson Crusoe. Hörspiel Deutschlandradio Kultur 2007
- ... dieses Thule am Saum der Ostsee. Hörspiel / Neue Streifzüge durch das Rügenland (nach J. J. Grümbke). Deutschlandradio Kultur 2008, Sprecher: Udo Schenk, Lutz Riedel und der Autor
- 20 000 Meilen unter den Meeren (nach Jules Verne) Kinderhörspiel DLF Kultur 2008
- Inselzeiten. Rügen und Hiddensee. Mit Fotografien von Karsten Bartel, Berlin: Kiepenheuer, 2008. ISBN 978-3-378-010956
- Eulenspiegel, der Seeräuber – Regie: Wolfgang Rindfleisch Kinderhörspiel – DLF Kultur 2011
- Ingrid Babendererde, Bühnenfassung, Uraufführung am 20. September 2014 am Volkstheater Rostock
- Heringe. Ein Porträt, Naturkunden Matthes & Seitz Berlin 2014
- Mein Cape Cod, mare-Verlag Hamburg 2015
- Seezeichen. Gedichte, Edition Rugerup Berlin 2018
- Ein Schauspielhaus zwischen Himmel und Meer. 200 Jahre Theater Putbus auf Rügen. Mit zahlreichen Abbildungen, Berlin: Theater der Zeit, 2015. ISBN 978-3-95749-055-1
- Der Deutsche Simplicissimus. Hörspiel zu Grimmelshausen, Deutschlandfunk Kultur, 2018
- Flüchtlingsgespräche in Dänisch-Sibirien. Hörspiel, Deutschlandfunk Kultur 2019
- Requiem für eine Katze. Patricia Highsmith zum 100. Geburtstag. Hörspiel, DLF Kultur, 2021
- Brechts Papierkrieg / Brechts Paper War  Ausstellung mit Grischa Meyer, Augsburg & New York City, 2022
- E.T.A.Hoffmanns Eckfenster Hörspiel DLF Kultur 2022
- Wanderers Nachtlied Ein Kammerspiel zum 250. Geburtstag von Caspar David Friedrich Greifswald 2024
- Möwen Ein Porträt Naturkunden Matthes & Seitz Berlin 2024 ISBN 978-3-7518-4015-6
- Auf Rügen war stürmisches Wetter, ich zeichnete... Graphic Novel mit Jakob & Hannes Knapp, Putbus 2024             ISBN 978-3-949584-04-6

## Auszeichnungen
- Kritikerpreis der Berliner Zeitung für Dramatik 1989
- Nikolaus-Lenau-Preis der Internationalen Lenau-Gesellschaft für Lyrik 1994
- Neruda-Preis für Lyrik 2004
- Kulturpreis der Kulturstiftung Rügen 2005
- Arbeitsstipendium der Stiftung Preussische Seehandlung 2006
- Kinderhörspielpreis der Stadt Karlsruhe 2008
- Ehrenmitglied Seebühne Hiddensee 2019